# Monolepta carinicollis
Monolepta carinicollis – gatunek chrząszcza z rodziny stonkowatych, podrodziny Galerucinae.
Gatunek ten opisany został w 2002 roku przez Lwa N. Miedwiediewa.
Chrząszcz o podłużno-jajowatym, z tyłu szerszym ciele długości od 6,1 do 6,6 mm, z wyjątkiem czułków ubarwiony czerwonobrązowawo. Niepunktowana głowa ma trójkątne, z tyłu odgraniczone prostą linią guzki czołowe i ostrą listewkę międzyczułkową. Czułki sięgają środka pokryw, są głównie żółtawobrązowe, człony od trzeciego do piątego czarne, a drugi może być od żółtawobrązowego po ciemnosmolisty. Dziesiąty człon czułków jest czterokrotnie dłuższy niż szerszy. 1,3 razy szersze niż dłuższe przedplecze ma wąsko zaokrąglone kąty przednie, prawie proste krawędzie boczne i wyraźne kąty tylne. Błyszczące, prawie niewyraźnie punktowane pokrywy mają wklęsłe epipleury.
Owad znany tylko z filipińskiej wyspy Mindanao.